# A király: Örök uralkodó
A király: Örök uralkodó (hangul: 더 킹: 영원의 군주, To khing: jongvonhi kundzsu, handzsa: 더 킹: 永遠의 君主, RR: Deo King: Yeongwonui Gunju), angol címén The King: Eternal Monarch koreai dorama, melyet az SBS csatorna vetített 2020-ban és a Netflix is megvásárolt. A főszerepben I Minho (Lee Min-ho), Kim Goun (Kim Geo-un) és U Dohvan (Woo Do-hwan) látható, a forgatókönyvet Kim Unszuk (Kim Eun-suk) írta.

## Cselekmény
I Gon (Lee Gon) még kisfiú, amikor szemtanúja lesz, hogy nagybátyja megöli az édesapját, a Koreai Császárság császárát. A férfi megpróbálja elvágni a kisfiú torkát is, ám egy rejtélyes idegen megmenti, a kisfiú pedig kihúzza a zsebéből a nyakba akasztható jelvényét, mely szerint a megmentő egy Csong Theul (Jeong Tae-eul) nevű felügyelőnő, azonban a jelvény kiadási dátuma 2019, ami a jövőben van. Felnőve Gon kiváló matematikussá válik, és most már császárként mindent elkövet, hogy megkeresse a titokzatos nőt, azonban ilyen személy nem létezik a császárságban és a helyi rendőrségen sincs hasonló rendfokozat. Egy napon azonban megpillant egy nőt és furcsa érzése támad, lóra pattanva követni kezdi, majd egy bambuszligetben egyszer csak megjelenik előtte két zölden világító obeliszk. Gon átnyargal köztük és egy furcsa világba kerül, mely nagyon hasonlít a saját országára, mégis sokban különbözik tőle: a Koreai Köztársaságba érkezik, ahol rögtön Csong Theul (Jeong Tae-eul)ba botlik, aki igazoltatja a lóháton bóklászló furcsa férfit. Mikor Gon azt állítja, császár, aki egy párhuzamos világból érkezett, a nő először bolondnak nézi. Hamarosan az is kiderül, hogy a felségáruló I Rim (Lee Rim) nem halt meg, ahogy Gon hitte, hanem nagyon is él, és maga is képes a párhuzamos világok között utazgatni. Az áruló pedig veszélyes terveket szövöget Gon ellen. 

## Szereplők
- I Minho (Lee Min-ho): I Gon / I Dzsihun (Lee Gon / Lee Ji-hun)
- Kim Goun (Kim Geo-un): Csong Theul / Luna / Ku Szogjong (Jeong Tae-eul / Luna / Gu Seo-gyeong)
- U Dohvan (Woo Do-hwan): Cso Unszup / Cso Jong (Jo Eun-sup / Jo Yeong)
- Kim Gjongnam (Kim Gyeoung-nam): Kang Sindzse / Kang Hjonmin (Kang Sin-jae / Kang Hyeon-min)
- Csong Uncshe (Jeong Eun-chae): Ku Szogjong / Ku Una (Gu Seo-ryeong / Gu Eun-a)
- I Dzsongdzsin (Lee Jeong-jin): I Rim (Lee Rim)
- Kim Jongok (Kim Yeong-ok): No Ongnam (No Ok-nam)

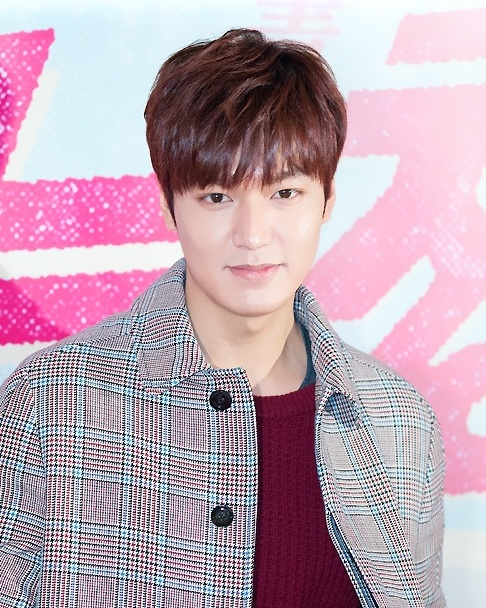
I Minho (Lee Min-ho)
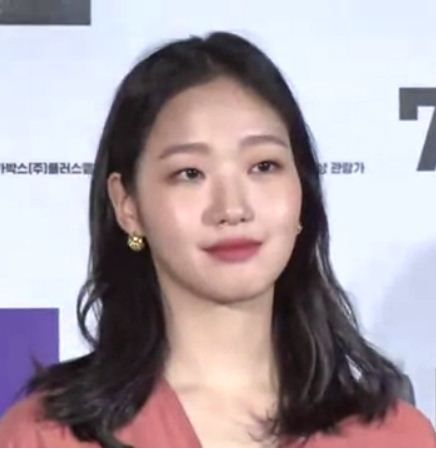
Kim Goun (Kim Geo-un)
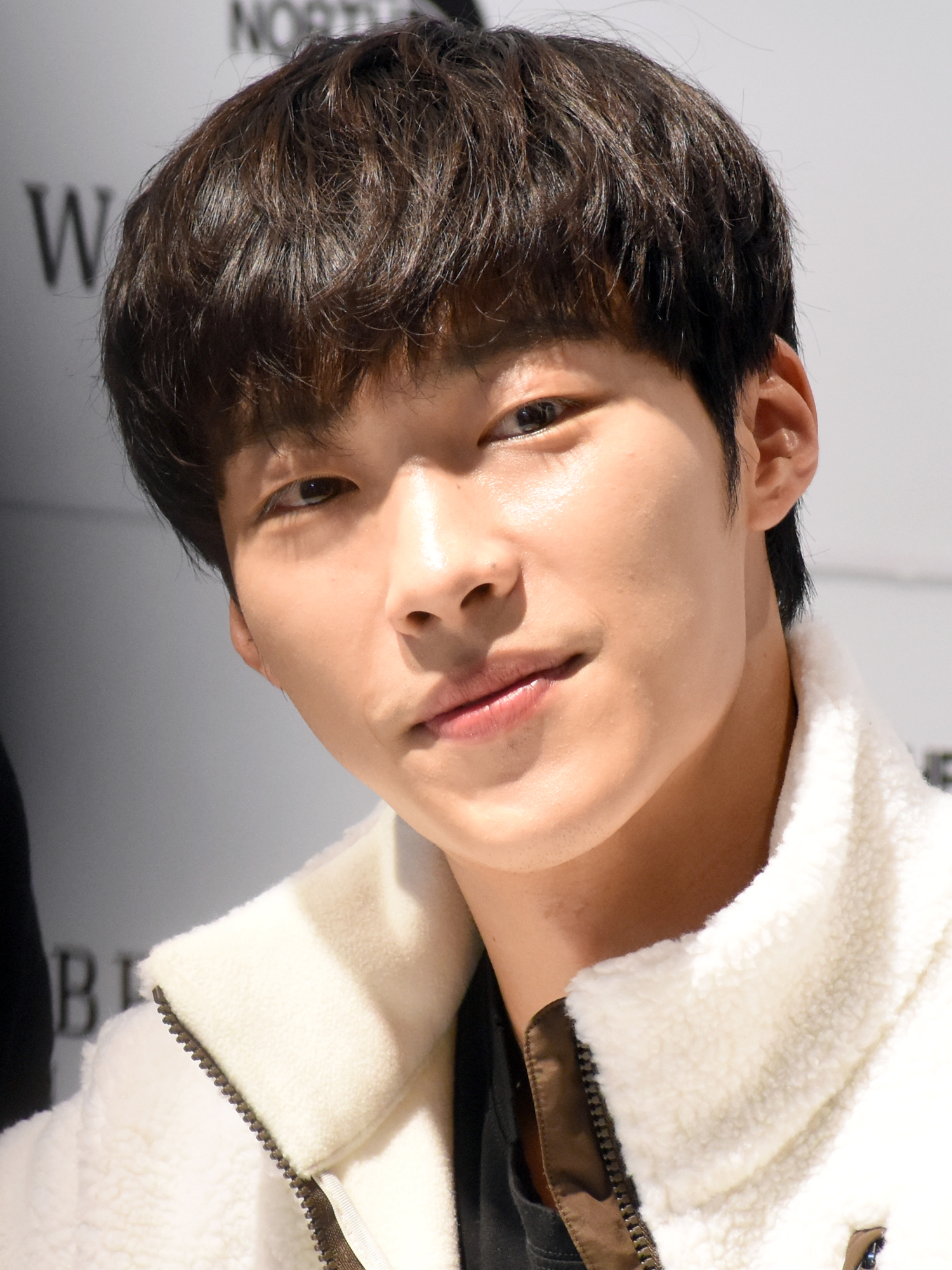
U Dohvan (Woo Do-hwan)
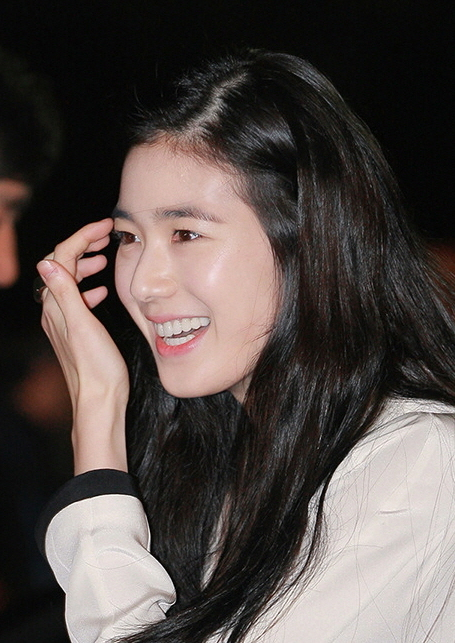
Csong Uncshe (Jeong Eun-chae)
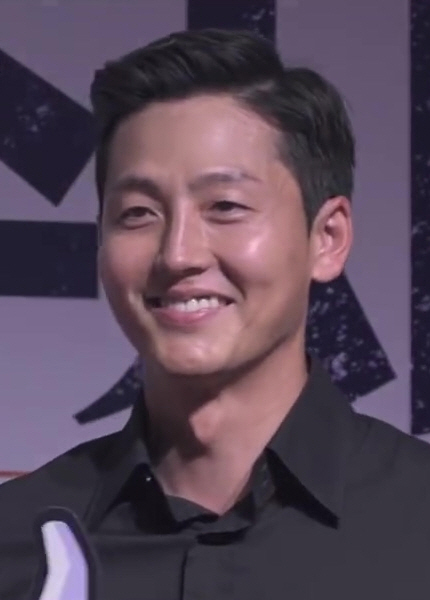
I Dzsongdzsin (Lee Jeong-jin)
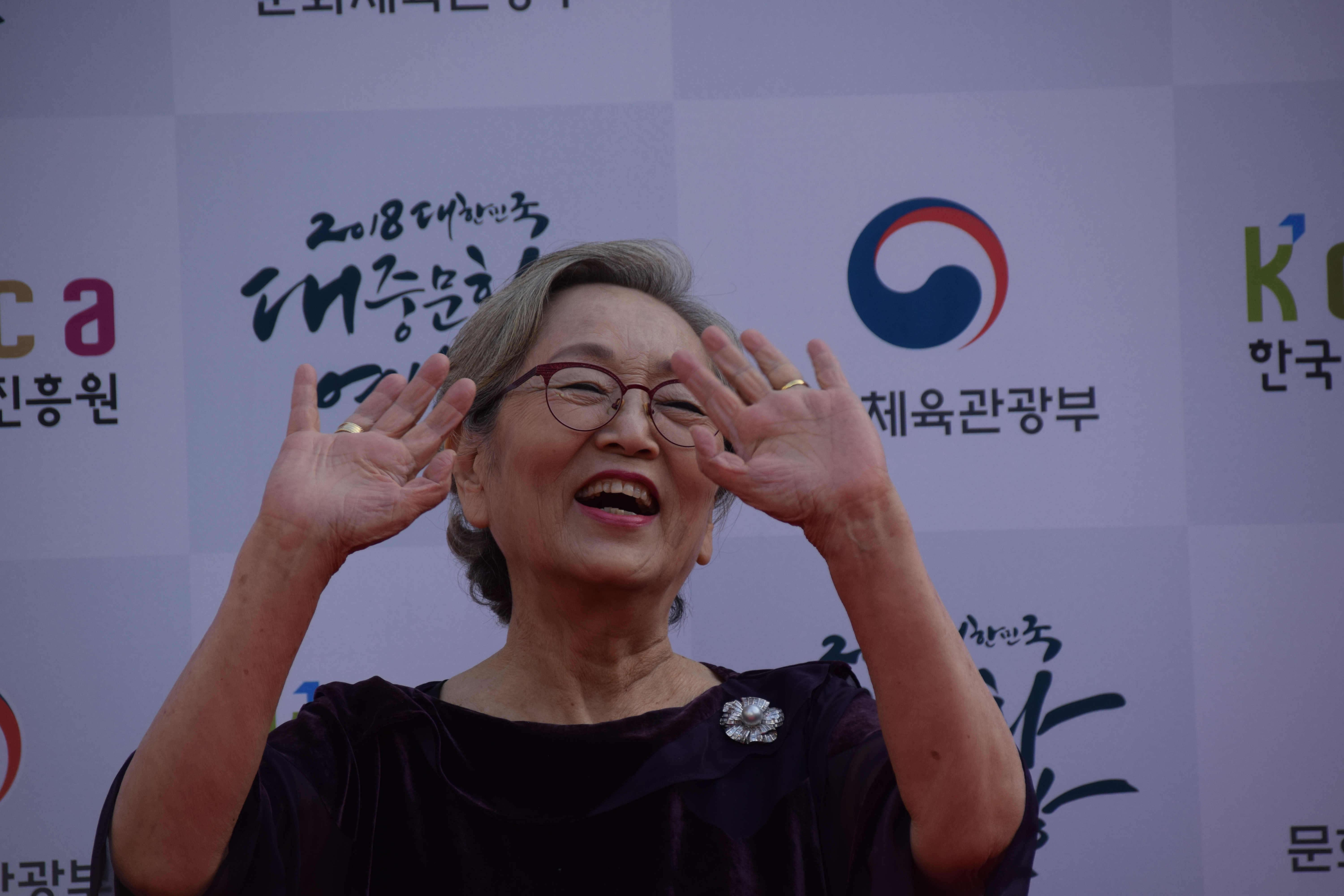
Kim Jongok (Kim Yeong-ok)

## Fogadtatás
Bár a sorozat viszonylag magasnak számító nézettséggel, 11,4%-kal indult, a későbbi epizódok már csupán 6-8%-ot értek el. A nézettség jóval alulmaradt a forgatóköyvírónő többi sorozatától megszokottól.
Számos kritika érte a forgatókönyvet és a rendezést, melyek szerint a sorozat nem tudott kielégítő választ adni a párhuzamos univerzumokra és túl sok volt a két világ közötti hasonlóság, valamit hiányoztak belőle a forgatókönyvírótól korábban megszokott színvonalas és elmés párbeszédek is. Más kritikusok szerint a szereplők a megszokott, kellemetlen gendersémákat hozzák és az egész mű tele van klisékkel. Számos kritika érte a túlzásba vitt, túlontúl egyértelmű termékelhelyezést is.
Ugyanakkor az Arab News szerint a sorozat „különleges” és „elképesztő”, a fülöp-szigeteki Cosmopolitan szerint pedig „ötletes és ambiciózus” sorozat.